# Megeremaeus spinosus
Megeremaeus spinosus är en kvalsterart som beskrevs av Aoki och Yamamoto 2000. Megeremaeus spinosus ingår i släktet Megeremaeus och familjen Megeremaeidae. Inga underarter finns listade i Catalogue of Life.